# Œil au beurre noir
Cet article possède un paronyme, voir L'Œil noir.

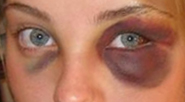
Visage avec un œil au beurre noir.

Un œil au beurre noir (ou « cocard ») est une ecchymose entourant l’œil consécutive à un traumatisme de la face généralement à la suite d'une chute ou d'un coup ou consécutivement à une opération de chirurgie esthétique. La qualification « au beurre noir » est due à la coloration de la peau entourant l’œil en raison de la présence de sang dans les tissus et fait référence au beurre noir.

## Étymologie
L'expression est attestée depuis 1585. À l'origine, on disait « œil poché au beurre noir », l'hématome évoquant la sauce au beurre noir dans laquelle on fait pocher un œuf.

## Expressions similaires
L'expression est aussi à rapprocher de « œil en compote » qui désigne également un œil meurtri par un coup.
Des termes synonymes sont : cocard, corcarde (ou coquard), coquillard.

## Aspect médical

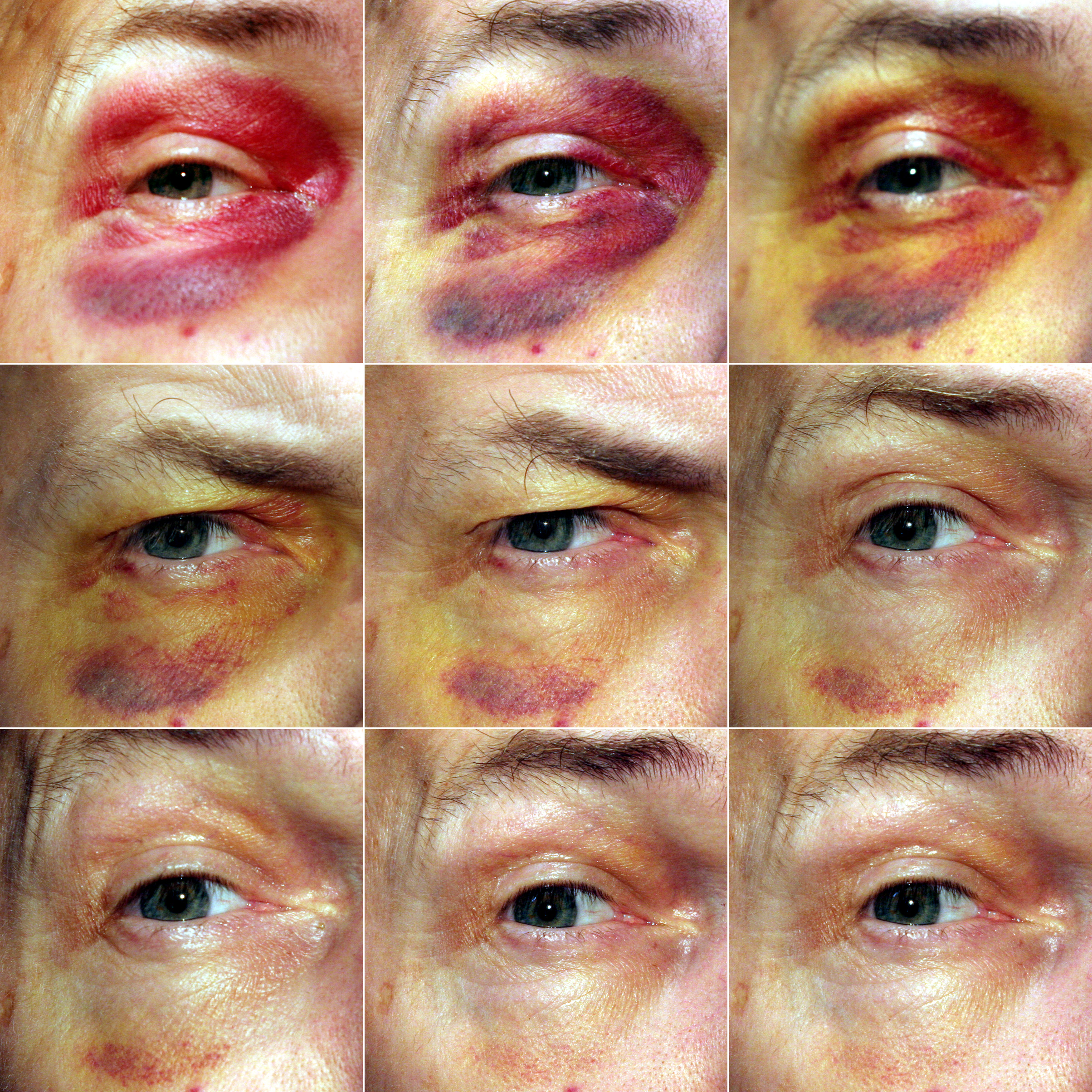
Évolution d'un hématome péri-orbitaire sur 10 jours : le sang est progressivement réabsorbé mais laisse dans les tissus ses pigments chargés en fer. La décoloration dure une dizaine de jours.

En dépit de son nom, l’œil au beurre noir ne désigne pas une lésion de l’œil mais de la peau entourant l’œil. L'absence de muscles et la nature adipeuse des tissus de cette région est favorable à l'accumulation de sang en cas d'hématome ; la réabsorption progressive du sang laisse des pigments donnant son aspect extérieur à la lésion. 
L'application d'une poche de glace ou d'eau froide juste après le choc sur la zone lésée pendant 10 à 15 minutes par heure pendant les premiers jours permet de réduire l'extension de l'ecchymose et de diminuer la douleur. Un antidouleur peut être pris mais en l'absence d'avis médical il faut éviter de prendre de l'aspirine qui peut rendre plus important le saignement.
Le caractère impressionnant de l’œil au beurre noir et le fait que la peau soit douloureuse n'indiquent pas forcément un problème médical sérieux nécessitant un suivi médical important. Si l’œil lui-même n'est pas affecté et que le traumatisme de la face n'a pas induit de fracture, l'ecchymose disparaît au bout d'une semaine ou deux. 
Les signes indiquant que le problème médical est plus sérieux qu'un simple œil au beurre noir sont par exemple :
- avoir les deux yeux au beurre noir ;
- la présence de sang dans l’œil lui-même ;
- la perte de sang ou de liquides par les oreilles ou le nez ;
- un trouble de la vision ;
- l'incapacité à bouger l’œil ;
- la perte de connaissance ;
- des maux de tête ou des migraines persistantes.